# Åke Nordlander
Åke Edvard Nordlander, född 1 april 1897 i Söderköping, död 31 mars 1981, var en svensk läkare.
Nordlander, som var son till köpman Edvard Nordlander och Hilda Haag, avlade studentexamen 1915, blev medicine kandidat vid Karolinska Institutet 1918 och medicine licentiat där 1923. Han var extra läkare och tillförordnad överläkare på Härnösands hospital 1923–1927, underläkare vid kirurgiska avdelningen på Umeå lasarett 1925–1926, provinsialläkare i Sotenäs distrikt 1927–1936, i Kungsörs distrikt 1936–1939, förste provinsialläkare i Gotlands län och provinsialläkare i Visby distrikt 1939–1954 och förste provinsialläkare i Hallands län 1954–1962. 
Nordlander var ordförande i Svenska Röda Korsets Sotenäskrets 1928–1936, styrelseledamot i Svenska Röda Korsets Gotlandsdistrikt 1940–1954, vice ordförande 1943–1952 och vice ordförande i Svenska Röda Korsets Visbykrets 1942–1953. Han var ledamot av direktionen S:t Olofs sjukhus 1939–1954, Gotlands läns sanatorium 1945–1954, ordförande 1951–1954 och ordförande för Gotlands läkareförening 1945–1950. Han författade skrifter i medicin.